# Kyliks

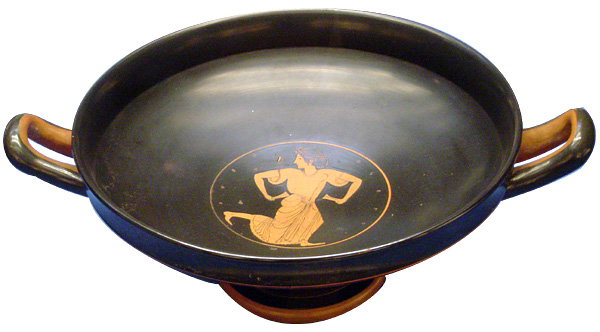
Czerwonofigurowy kyliks z ok. 500 p.n.e. (British Museum, Londyn)

Kyliks (gr. κύλιξ kýliks, łac. calix) – typowa dla ceramiki starogreckiej szeroka, płaska czara służąca do picia wina. Grecka nazwa dosłownie oznacza kielich.

## Historia
Kyliks miał postać płytkiej czary umieszczonej na wysokiej nóżce z szeroką podstawą (stopką), z dwoma bocznymi poziomymi uchwytami. Występował w licznych odmianach, był formą szczególnie popularną w ceramice attyckiej drugiej połowy VI w. i V wieku p.n.e. Ze względu na kształt naczynie dekorowane było zarówno zewnętrznie, jak i od wewnątrz, gdzie zwykle umieszczano przedstawienie ujęte w medalion. Wewnętrzną scenę, widoczną dopiero po wypiciu wina, wypełniały swobodne przedstawienia, niekiedy o charakterze erotycznym. Swoisty kształt naczynia umożliwiał picie w pozycji półsiedzącej w trakcie np. sympozjonu.
W czasach nowożytnych, od końca XVII wieku kyliksy były naczyniami wyłącznie dekoracyjnymi, popularnymi zwłaszcza w okresie europejskiego klasycyzmu.